# Славутський цикорієсушильний завод
ВАТ «Славутський цикорієсушильний завод» — підприємство харчової промисловості, розташоване у м.Славута Хмельницької області, яке спеціалізується на виробництві напоїв на основі цикорію і фруктів та овочів, кавозамінників.

## Історія
У 1949 р. у м. Славута Хмельницької області відкрито міжрайонний заготівельний пункт. У березні 1954 р. на його базі створено цикорієсушильний завод для промислової переробки сировини цикорію та іншої сільськогосподарської продукції. Згодом підприємство стало одним із лідерів у виробництві кавозамінників і тонізуючих та фруктовмісних напоїв в СРСР та Україні.
На початку 90-х років підприємство майже зупинилося. 1996 року його очолила Людмила Сабінська. Тоді борг підприємства становив 4,5 млн гривень.
1998 року відбулась реконструкція заводу — котельну перевели з мазуту на природний газ. 2003 року відновили данську технологічну лінію з обсмажування цикорію. Щоб додатково захистити довкілля від шкідливих викидів, обладнали цю лінію спеціальними фільтрами. То ж року запустили лінію з виготовлення розчинного цикорію.

## Сьогодення
Підприємство за обсягами переробки та виробничими потужностями є найбільшим виробником цикорію в Східній Європі. Підприємство забезпечує сировиною кавові та кондитерські фабрики, молочні, комбікормові та фармацевтичні заводи.
Підприємство має знак якості «Екологічно чистий продукт», а його продукція щороку потрапляє до списку «100 найкращих товарів України».
Продукція:
- цикорій смажений, цикорій сушений, цикорій розчинний
- сушіння фруктів (яблука, груші), овочів (буряк, морква), трав (м'ята, ехінацея), ягід (шипшина, чорниця)
- екстракція фруктів (яблука, груші), овочів (буряк, морква), трав (м'ята, ехінацея), ягід (шипшина, чорниця)

## Адреса та контакти
- м. Славута, Хмельницька область, Україна.
- вулиця: Приміська, 4
- індекс: 30000